# Otterbach
Otterbach là một đô thị ở huyện Kaiserslautern, trong bang Rheinland-Pfalz, Đức. Otterbach nằm bên sông Lauter, cự ly khoảng 5 km về phía bắc Kaiserslautern.
Otterbach là thủ phủ của Verbandsgemeinde ("đô thị hợp tác") Otterbach.